# Louis Begley
Louis Begley (született: Ludwik Begleiter; Sztrij, 1933. október 6.) lengyel származású amerikai zsidó regényíró. Legismertebb a félig önéletrajzi holokauszt-regény, a Wartime Lies (1991) és a Schmidt-trilógia: About Schmidt (1996), Schmidt Delivered (2000) és Schmidt Steps Back (2012) megírásáról.

## Élete

### Fiatalkora
Begley Ludwik Begleiter néven, egy orvos egyetlen gyermekeként látta meg a napvilágot Sztrijben, amely akkor a Második Lengyel Köztársasághoz tartozott, ma pedig Ukrajna része. Hamisított személyazonosító okmányokat használva, amelyek lehetővé tették számukra, hogy lengyel katolikusoknak adják ki magukat, ő és édesanyja túlélték a náci megszállást, amelyben sok lengyel zsidót megöltek.
Édesanyjával eleinte Lwówban, majd az 1944. augusztusi varsói felkelés végéig Varsóban élt. Mire a második világháború véget ért, Krakkóban voltak, ahol újra találkoztak Begley apjával.
Az 1945/46-os tanévben Begley a krakkói Jan Sobieski iskolába járt. Ez volt az első formális oktatási tapasztalata óvodás kora óta, Sztrij szovjet megszállása idején, amely a német nyugat-lengyelországi inváziót követte 1939-ben.
A család 1946 őszén indult el Lengyelországból Párizsba, majd 1947. február végén Párizsból New Yorkba utazott, és március 3-án érkezett meg. Nem sokkal ezután a család nevét Begleiterről Begley-re változtatták. Az Erasmus Hall High School elvégzése után Begley angol irodalmat tanult a Harvard College-ban (AB '54, summa cum laude), ahol a The Advocate egyetemi irodalmi folyóiratban dolgozott. Következett az Egyesült Államok hadseregének szolgálata, ennek utolsó 18 hónapja a németországi Göppingenben, a 9. hadosztálynál.

### Családja
1956-ban Begley feleségül vette Sally Higginsont (1928-2017). 1970 májusában elváltak. 1974 márciusában Begley feleségül vette jelenlegi feleségét, Anka Muhlsteint, a párizsi születésű történészt és életrajzírót. Begleynek három gyermeke van: Peter Begley festő és szobrász, Adam Begley író, valamint Amey Larmore regényíró és művészettörténész (aki Laura Moore néven ír) Két mostohafia is van Muhlstein előző házasságából: Robert Dujarric, a tokiói Temple University Japan Campus Kortárs Japán Tanulmányok Intézetének igazgatója és Stéphane Dujarric, Ban Ki-Mun ENSZ-főtitkár főszóvivője.

## Pályafutása

### Jogász
1956-ban Begley beiratkozott a Harvard Law School-ba. 1959-es diploma megszerzése után (LL.B. magna cum laude) csatlakozott a New York-i céghez, amely jelenleg Debevoise & Plimpton néven ismert, mint munkatárs. 1968. január 1-én partnerré vált, miközben az újonnan alapított párizsi irodában szolgált. New Yorkba való visszatérése után Begley hosszú éveken át a cég nemzetközi gyakorlatát vezette, munkája nagy projektekre összpontosult Ausztráliában, Algériában, Latin-Amerikában, Kanadában és Európában, japán, európai és brazil, valamint amerikai ügyfelek számára. 2004. január 1-jén vonult nyugdíjba a cégtől.

### Regények
Begley első regénye, a Wartime Lies (Háborús hazugságok) a náci haláltáborokból megszökött lengyel zsidó gyermekkorán alapult. 1991-ben elnyerte a Hemingway Foundation/PEN-díjat, 1992-ben pedig a Prix Médicis étranger-t. Stanley Kubrick és William Monahan próbálták filmbe adaptálni, de ez a mai napig nem jött létre. Kubrick felhagyott a projekttel, mivel túlságosan hasonlított a Schindler listájához (1993), amelyet Steven Spielberg nagyjából ugyanabban az időben készített.
Begley 1996-os regénye, About Schmidt (Schmidtről) volt az alapja Alexander Payne névadó 2002-es filmjének. Payne sok változtatást hajtott végre a könyvön, bár Begley a The New York Timesban megjelent esszéjében megjegyezte, hogy „a legfontosabb témáimat nagy intelligenciával és érzékenységgel kezelték”, és úgy érezte, a film „az eredeti filmgyártás gyöngyszeme”.
Begley első kilenc regényét Alfred A. Knopf jelentette meg, és újra kiadta a Ballantine Publishing Company. Legutóbbi munkáit keménykötésben Nan A. Talese adta ki, a Ballantine Publishing Company pedig papírkötésben adta ki újra. Regényeit tizenöt nyelvre fordították le.

### Non-fiction
2001-ben a Suhrkamp Verlag (Frankfurt) válogatást adott ki Begley esszéiből és publicisztikai munkáiból Das Gelobte Land címmel.
A Venedig Unter Vier Augen, Anka Muhlstein és Louis Begley velencei témájú könyve 2003-ban jelent meg a Marebuch Verlag (Hamburg) kiadónál. 2005-ben angolul is megjelent a Haus Publishing gondozásában, Venice for Lovers címmel, és ugyanezzel a címmel a Grove Press újból kiadta az Egyesült Államokban.
A Zwischen Fakten und Fiktionen, Begley 2006 novemberében, a Heidelbergi Egyetemen a Poetik Dozentur keretében tartott előadásainak szövegét a Suhrkamp adta ki 2008 januárjában.
The Tremendous World I Have Inside My Head, Franz Kafka: A Biographical Essay (A hatalmas világ, ami a fejemben van, Franz Kafka: Életrajzi esszé) az Atlas & Co. gondozásában jelent meg 2008-ban.
Why the Dreyfus Affair Matters (Miért számít a Dreyfus-ügy), a Yale University Press 2009-ben tette közzé.

## Díjai
A The Irish Times-Aer Lingus nemzetközi szépirodalmi díj, a National Book Award döntőse, a National Book Critics' Circle döntőse, a PEN/Ernest Hemingway Alapítvány díja, a Médicis Étranger díj, Jeanette-Schocken-Pries, Bremerhavener Bürgerpreis für Literatur, American Az Irodalmi Akadémia díja és a Konrad Adenauer-Stiftung Literaturpreis.

## Egyéb nevezetességek
1993 és 1995 között Begley a PEN American Center elnöke volt. 1992 és 2001 között a PEN igazgatótanácsában dolgozott.
Tagja az Amerikai Filozófiai Társaságnak és az American Academy of Arts and Letters-nek.
A Chevalier de L’Ordre des Arts et Lettres Filozófiai Társaság tagja, az Amerikai Filozófiai Társaság és az Amerikai Művészeti és Irodalmi Akadémia tagja.
A Heidelbergi Egyetem 2008-ban adományozta neki a D. Phil., honoris causa fokozatot.

## Könyvei
- Wartime Lies (1991)
  - Hazudni az életért – Helikon, Budapest, 1995 · ISBN 9632083539 · Fordította: E. Gábor Éva
- The Man Who Was Late (1993)
- As Max Saw It (1994)
- About Schmidt (1996), basis for the 2002 film of the same name
  - Schmidt története – Szukits, Szeged, 2003 (Sikerfilmek – könyvsikerek) · ISBN 9639441589 · Fordította: Szántai Zsolt
- Mistler's Exit (1998)
- Schmidt Delivered (2000)
- Shipwreck (2003)
- Matters of Honor (2007)
- Schmidt Steps Back (2012)
- Memories of a Marriage (2013)
- Killer, Come Hither (2015)
- Kill and Be Killed (2016)
- Killer's Choice (2019)
- New Life of Hugo Gardner (2020)

## Egyéb információk
- Honlapja
- James Atlas (2002. szeptember 1.). „Louis Begley, The Art of Fiction No. 172”. Paris Review Summer 2002 (162).
- Hal Espen (1994. május 30.). „The lives of Louis Begley”. New Yorker.

## Fordítás
- Ez a szócikk részben vagy egészben  a   Louis Begley című angol Wikipédia-szócikk fordításán alapul.  Az eredeti cikk szerkesztőit annak laptörténete sorolja fel. Ez a jelzés csupán a megfogalmazás eredetét és a szerzői jogokat jelzi, nem szolgál a cikkben szereplő információk forrásmegjelöléseként.